# Водные объекты Нуримановского района

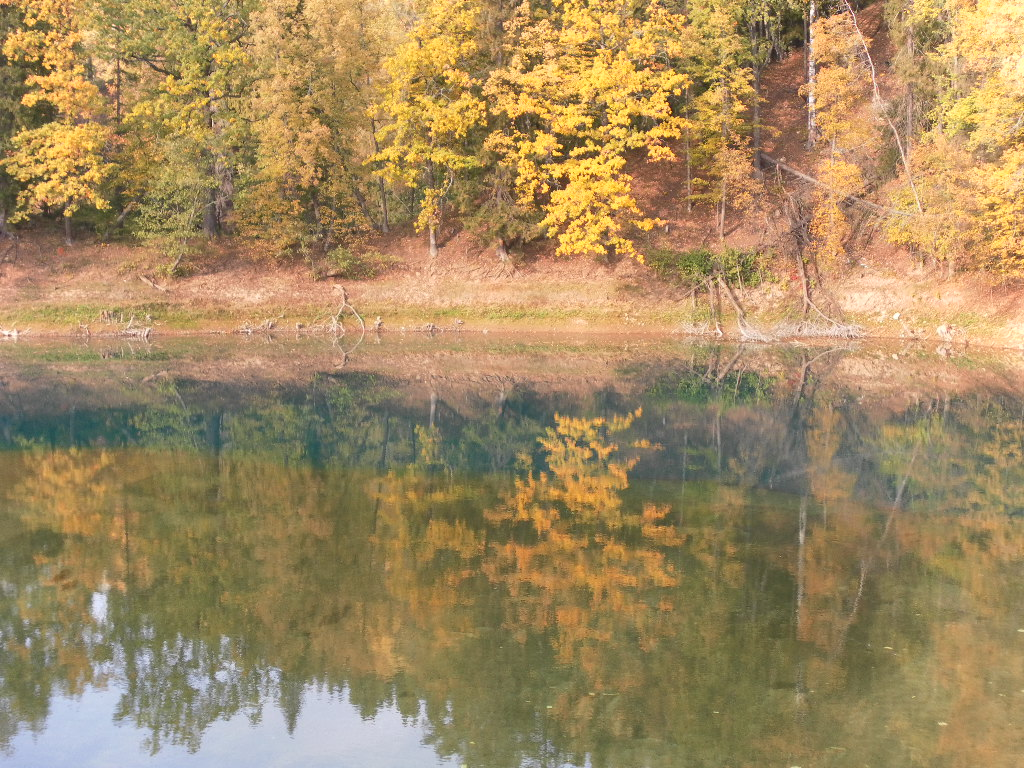
Озеро, образуемое источником Красный Ключ

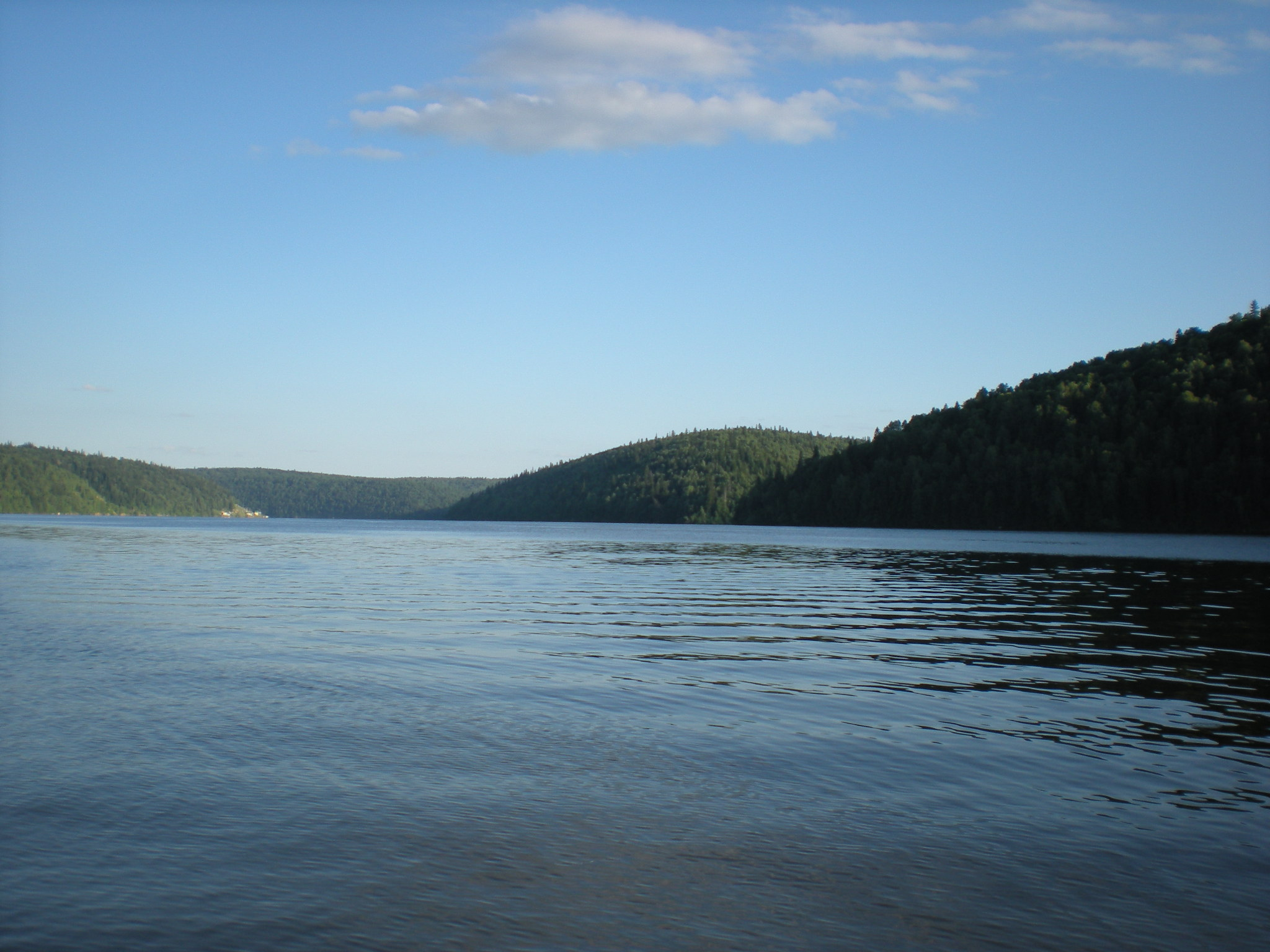
Павловское водохранилище

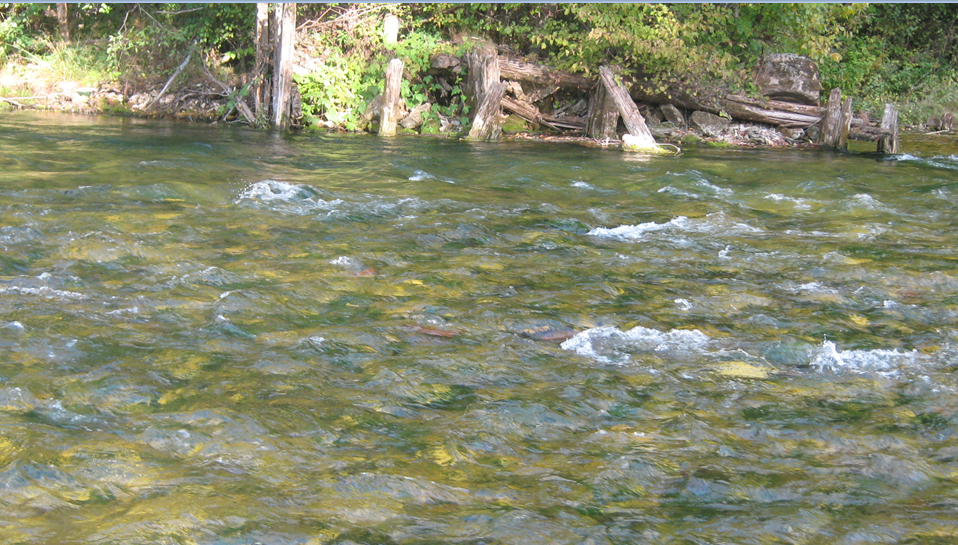
Поток воды из источника Красный Ключ

Гидрография Нуримановского района Башкортостана определяется его расположением в бассейне реки Уфы, точнее в левобережье нижнего её течения.
Гидрографическую сеть формирует река Уфа и её бассейн, включая реки Юрюзань, Яманелга, Шароварка, Симка, Ажахты, Салдыбаш, Яналды.
На реке Уфе с 1959 года возведена плотина и образовано Павловское водохранилище.
В Нуримановском районе уникальный источник Красный Ключ, стоящий в ряду самых крупных карстовых родников по дебиту в мире.
Гидрологические памятники природы Нуримановского района: реки Яманъелга и Сарва; источник Красный Ключ; озёра: Упканкуль; Сарва.